# Museo regionale Agostino Pepoli
Il Museo regionale Agostino Pepoli di Trapani, già museo nazionale, è un museo della Regione Siciliana e uno dei più importanti musei della Sicilia.

## Storia
Nato ai primi del Novecento (1906-1908) come museo civico, ad opera del conte Agostino Sieri Pepoli, si trova nell'antico convento trecentesco dei Carmelitani, adiacente alla basilica santuario di Maria Santissima Annunziata. 
Il primo nucleo nasce proprio dalla collezione privata del conte Pepoli, e poi con i dipinti di scuola napoletana, donati dal generale Giovanbattista Fardella.  Nel 1921 fu acquisita la collezione del conte Francesco Hernandez di Erice (presepi, ceramiche, reperti archeologici).
Nel 1925 diviene Regio museo. 
Dopo la seconda guerra mondiale è divenuto Museo Nazionale.
Infine dal 1977, (quando le competenze dei beni culturali sono passate alla regione autonoma), museo della Regione Siciliana.
L'allestimento del museo è stato realizzato negli anni sessanta dall'architetto Franco Minissi, che per il proprio lavoro vinse il premio regionale IN.ARCH. 1969 per la realizzazione delle sistemazioni museografiche in Sicilia.
Dal 2010, denominato Museo Interdisciplinare Regionale Agostino Pepoli, è capofila anche dei musei archeologici di Mazara del Vallo e di Favignana e del Museo del Sale di Trapani.

## Il percorso

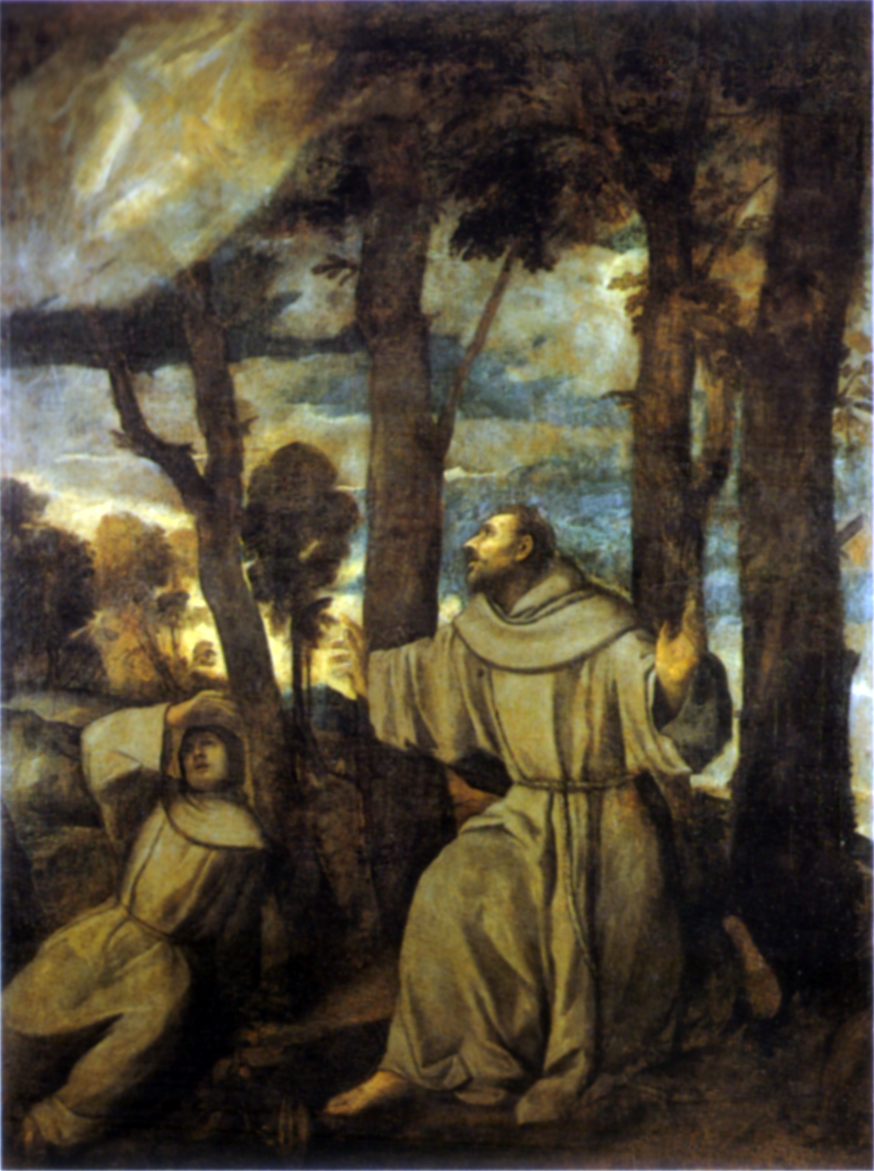
Le stimmate di San Francesco di Tiziano

Il museo, interdisciplinare, è oggi suddiviso in cinque principali sezioni: 
- Marmi e lapidi;
- Dipinti;
- Arti industriali;
- Scultura Rinascimentale
- Memorie del Risorgimento.

## Collezione
Ospita un'importante collezione di arti decorative, di sculture, tra cui opere di Gagini, opere in corallo, argenti, sculture presepiali e una pinacoteca che comprende, tra gli altri, dipinti di Tiziano (Stimmate di san Francesco), di Giacomo Balla (un ritratto di Nunzio Nasi), una Madonna con bambino e angeli del XV sec. di scuola valenciana, una Pietà del 1380 di Roberto d'Oderisio e un S. Andrea del fiammingo Geronimo Gerardi. Contiene anche il "Tesoro della Madonna", frutto di numerosi donazioni alla Madonna di Trapani.

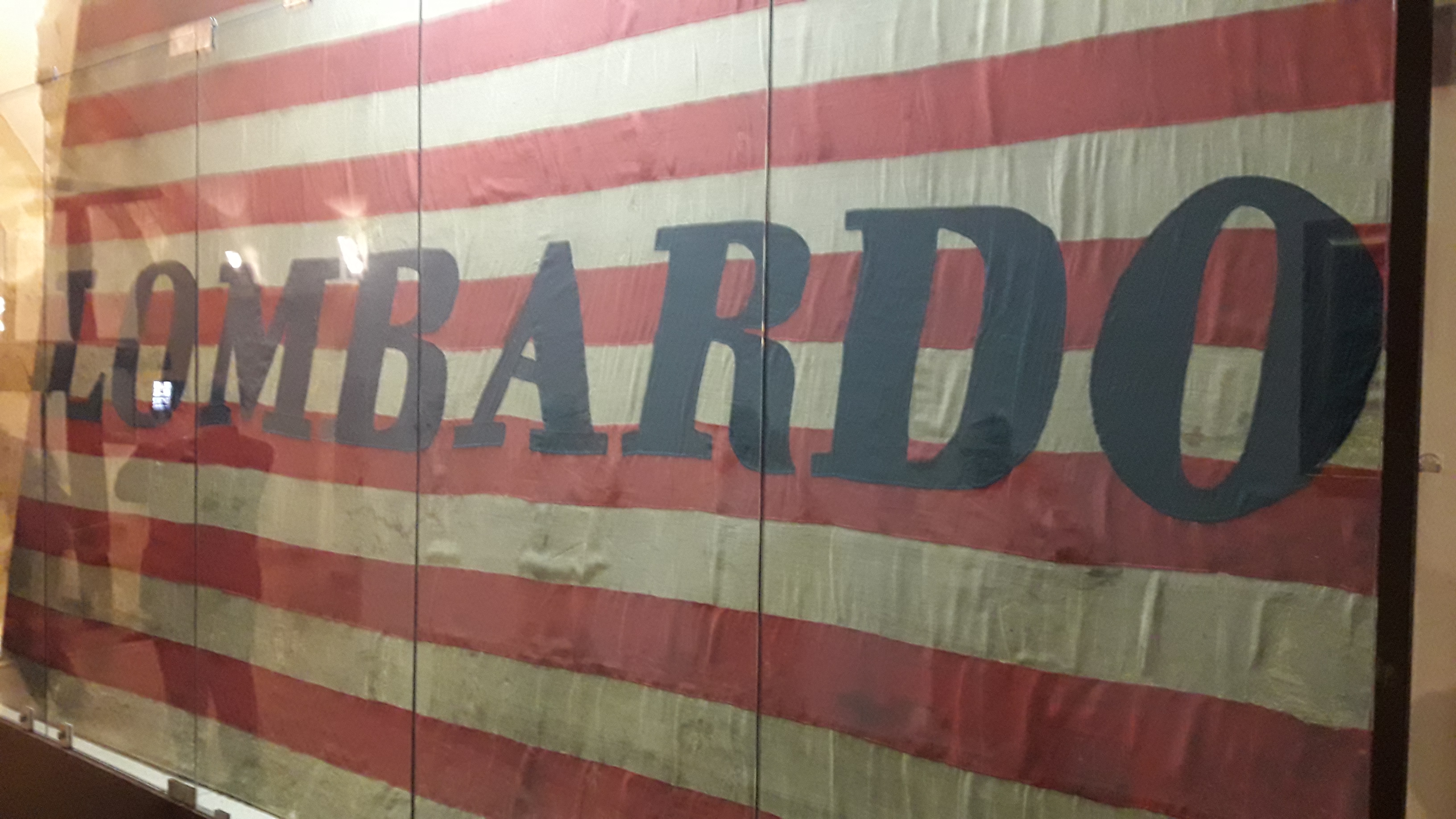
Il vessillo della nave garibaldina "Lombardo" che sbarcò i Mille a Marsala

Vi sono anche reperti archeologici rinvenuti in provincia e, nella sezione Risorgimento cimeli storici della città di Trapani, compresi diversi cimeli risorgimentali e garibaldini, testimonianza della partecipazione della provincia all'unità d'Italia, tra cui il vessillo del piroscafo "Il Lombardo", tre busti in marmo di Giuseppe Garibaldi, Vittorio Emanuele II e il conte di Cavour (ad opera dello scultore Vincenzo Vela), e una ghigliottina d'epoca borbonica.
Nel 2009 è stato pubblicato, edito dalla casa editrice Edipuglia, il corposo catalogo relativo alle collezioni archeologiche presenti nel Museo.

### Altre opere
- 1532,[8] San Giacomo Maggiore, statua marmorea, opera commissionata dalla Confraternita dei Bianchi della chiesa di San Giacomo Maggiore.[9][10]
- 1553, Trittico, gruppo scultoreo raffigurante San Giacomo Minore, San Filippo e San Vito, opera commissionata per l'Oratorio della Confraternita di San Giacomo, opere di Vincenzo Gagini.[9][10][11]
- 1679c., Bozzetto per il monumento equestre di Carlo II di Spagna, bronzo, opera realizzata da Giacomo Serpotta.
- XVII secolo fine, Repositorio del Santissimo Sacramento in argento sbalzato, cesellato con parti fuse, opera di ignoto argentiere trapanese.
- XVIII secolo, Consolle o tavolo da muro, legno intagliato e dorato, opera di ignoto intagliatore trapanese.
- XVIII secolo inizi, Pendente in oro, opera di ignoto orafo siciliano.
- XVIII secolo inizi, Capezzale con raffigurazione di Madonna di Trapani, rame dorato, corallo, argento, madreperla, manifattura trapanese.
- XVIII secolo inizi, Saliera in corallo, rame dorato, corallo, argento, manifattura trapanese.
- XVII secolo, Angelo Custode, dipinto su tela, opera documentata nella chiesa dell'Angelo Custode attribuita ad Andrea Carrera.

## Mostre
Ha accolto diverse mostre: nel 1986 "L'arte del corallo in Sicilia", nel 1989 "Ori e argenti di Sicilia", entrambe curate da Maria Concetta Di Natale, nel 2008 la mostra "Caravaggio: L'immagine del divino" in cui sono state esposte 14 opere date al grande pittore.

## Galleria d'immagini

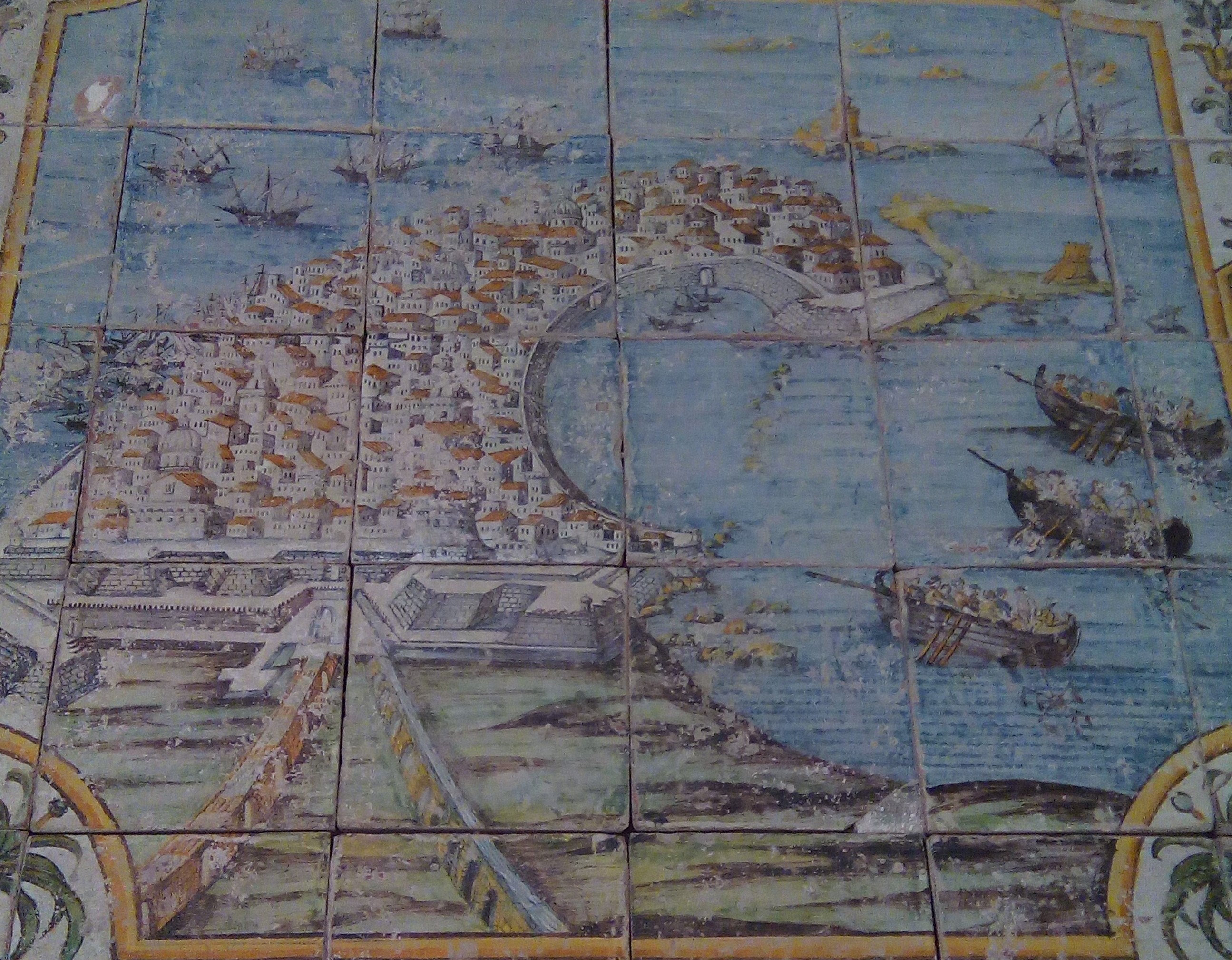
Pavimento in maiolica raffigurante un'antica mappa di Trapani
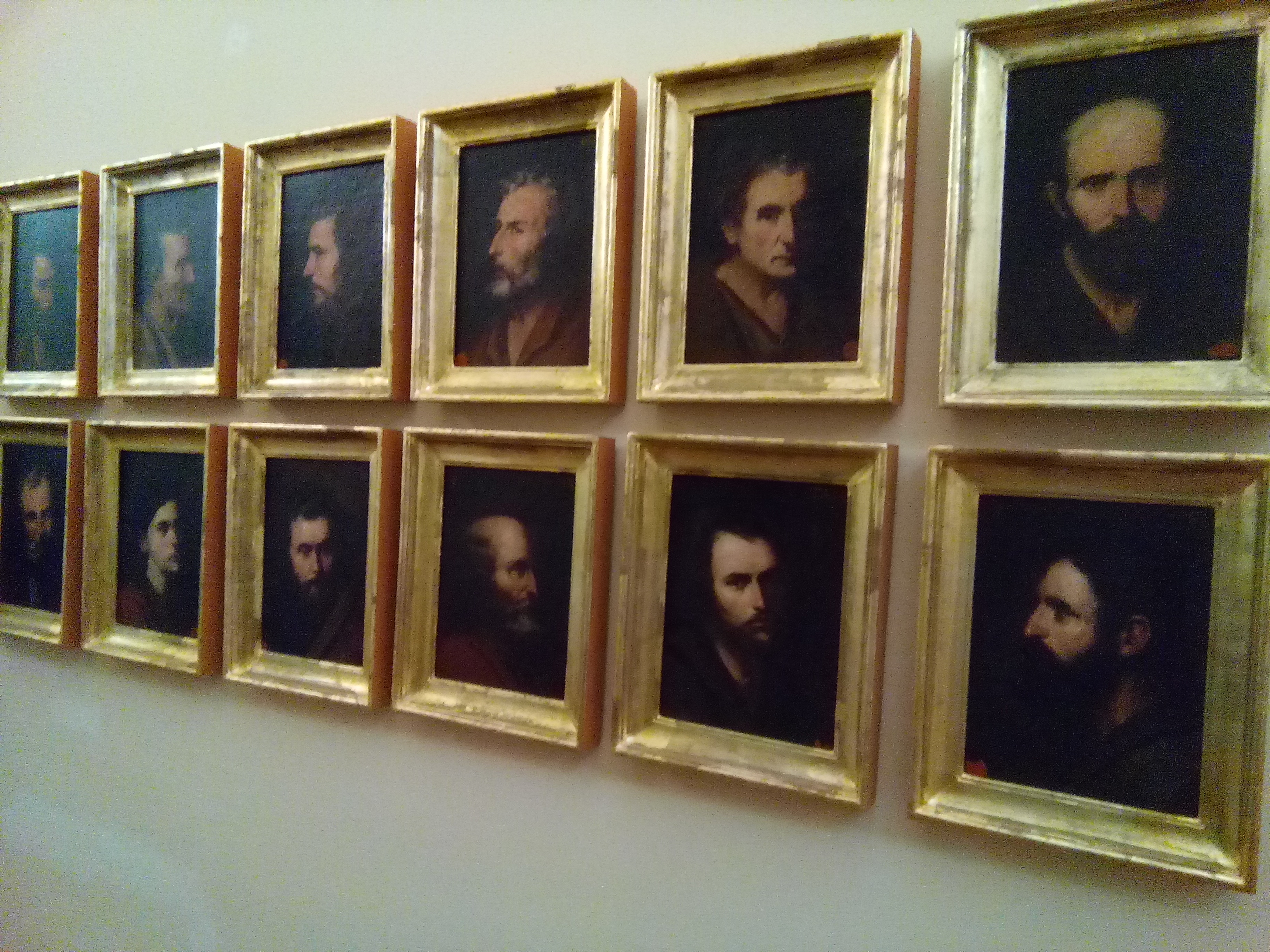
La serie dei dodici apostoli del fiammingo Guilliam Walsgart
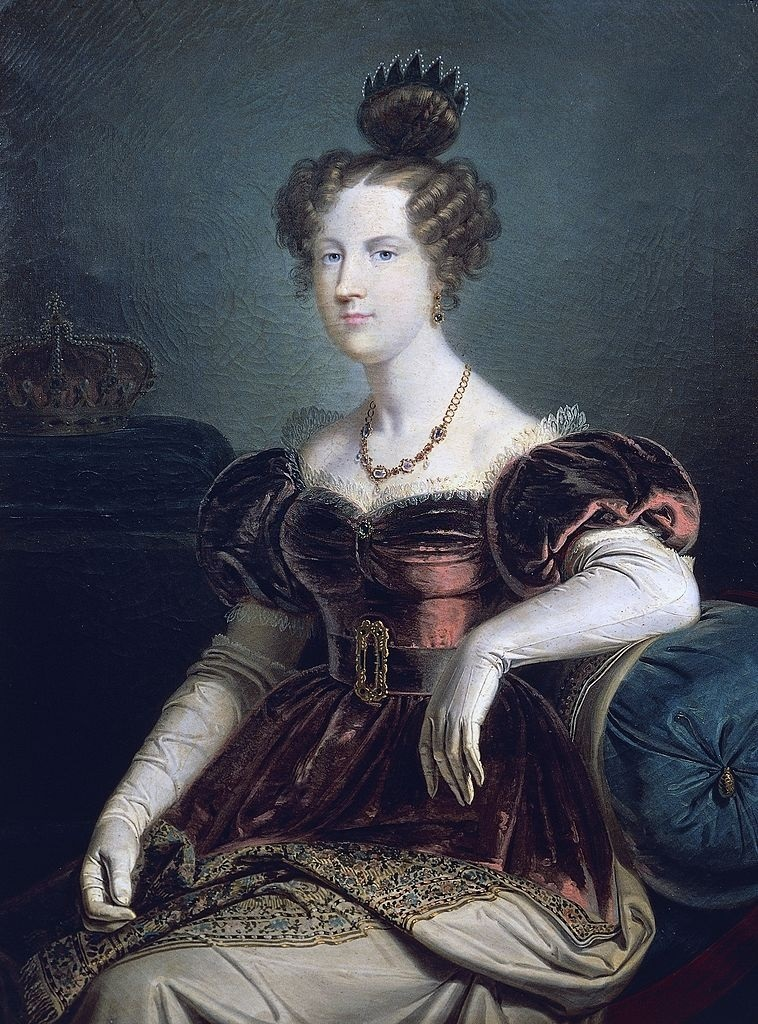
Ritratto della regina Maria Cristina di Giuseppe Patania, 1833
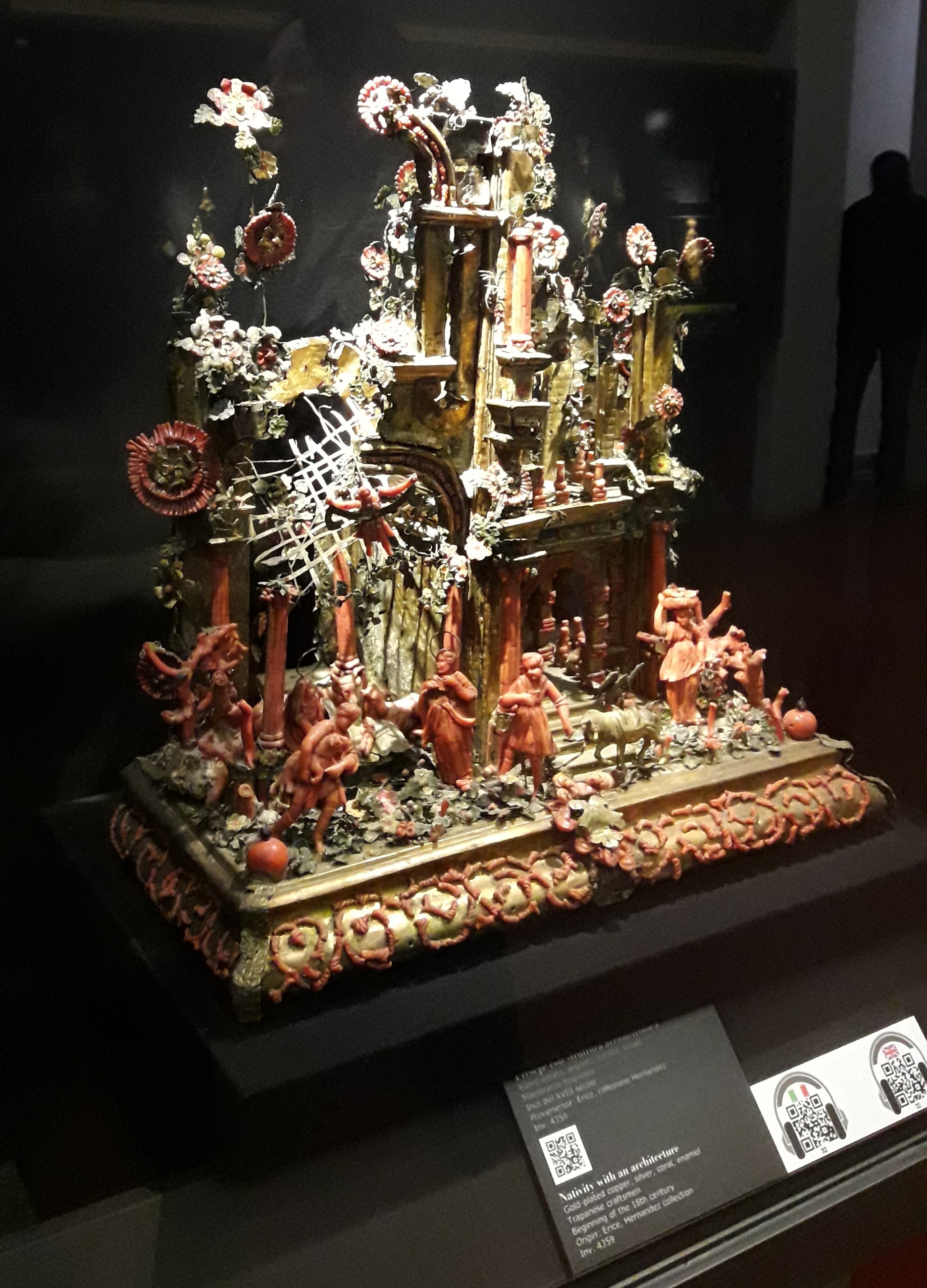
Presepe trapanese in corallo del XVII sec.
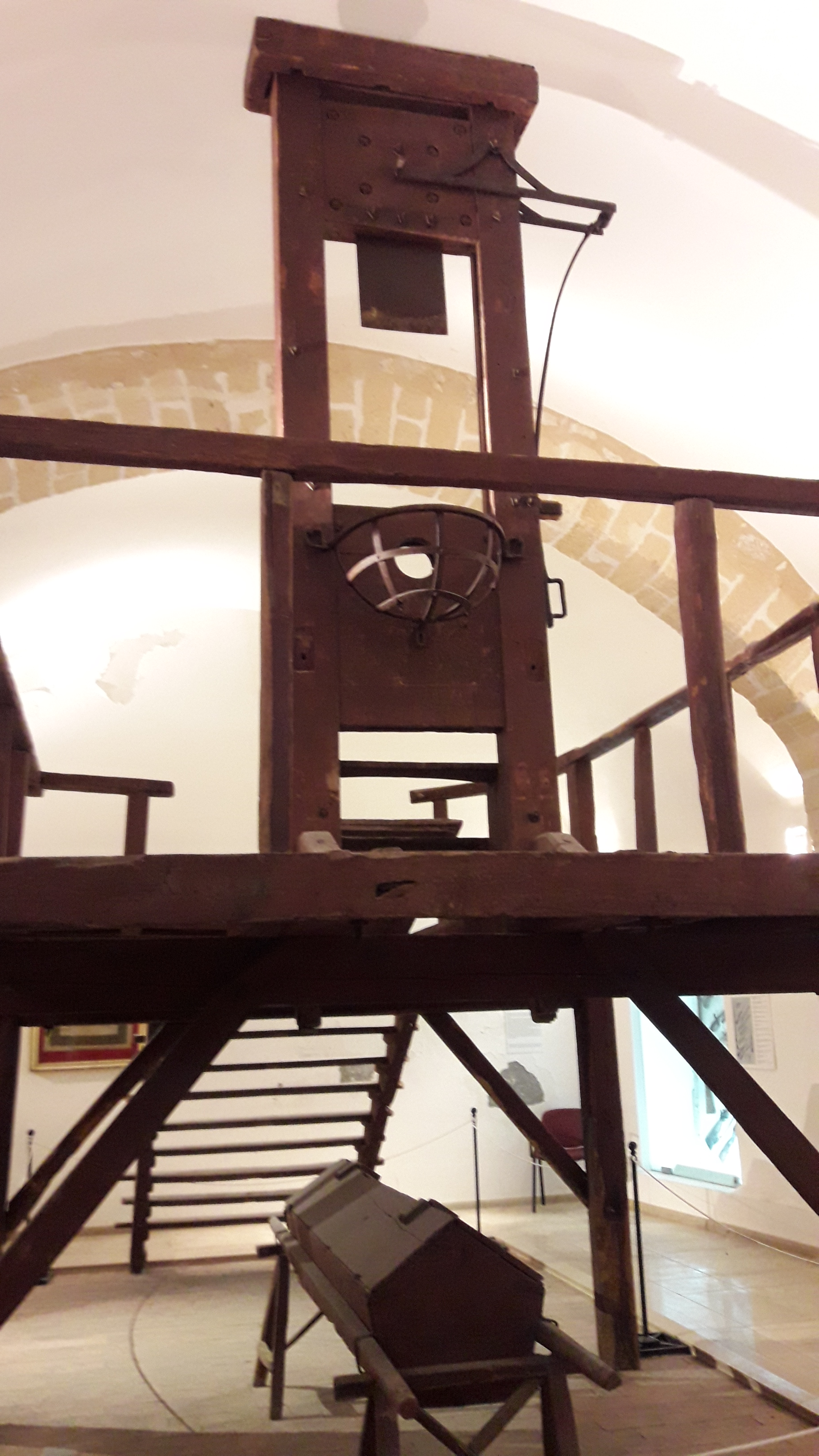
Una ghigliottina borbonica del 1800